# Kim Wayans
Kim Wayans (Nova York, 16 de outubro de 1961) é uma atriz, produtora, comediante, redatora e diretora. Ela faz parte da famosa Wayans Bros., composta também pelos irmão Marlon Wayans, Damon Wayans e Shawn Wayans e responsáveis por grande sucessos do cinema como Scary Movie e da TV como My Wife and Kids.

## Filmografia
| Ano       | Nome                                                                     | Personagem              |
| --------- | ------------------------------------------------------------------------ | ----------------------- |
| 1987      | Hollywood Shuffle                                                        | Customer in Chair       |
| 1987-1988 | A Different World (TV Series)                                            | Allison                 |
| 1988      | China Beach (TV Series)                                                  | Cameo Candette          |
| 1988      | I'm Gonna Git You Sucka                                                  | Nightclub Singer        |
| 1990      | Dream On                                                                 | Nicki                   |
| 1990-1993 | In Living Color (TV Series)                                              | Various                 |
| 1991      | Robert Townsend and His Partners in Crime                                | Various                 |
| 1994      | Talking About Sex                                                        | Andie Norman            |
| 1994      | Floundering                                                              | Unemployment            |
| 1994      | A Low Down Dirty Shame                                                   | Diane                   |
| 1995-1998 | In the House (TV Series)                                                 | Tonia Harris            |
| 1995-1998 | The Wayans Bros. (TV Series)                                             | Cousin Shelia           |
| 1996      | Don't Be a Menace to South Central While Drinking Your Juice in the Hood | Mrs. Johnson            |
| 1996-1997 | Waynehead (TV Series)                                                    | Mom (voice)             |
| 1997      | Critics and Other Freaks                                                 | Bettina                 |
| 1998      | Getting Personal (TV Series)                                             | Rhonda                  |
| 2002      | Juwanna Mann                                                             | Latisha Jansen          |
| 2006      | Thugaboo: Sneaker Madness (TV)                                           | Momma/Joyce (voice)     |
| 2006      | Thugaboo: A Miracle on D-Roc's Street (TV)                               | Momma (voice)           |
| 2007      | What News? (TV)                                                          | Pearl "Lightning" Davis |
| 2009      | Dance Flick                                                              | Ms. Dontwannabebothered |

## Produtora
- Kim Wayans produziu varios episódios de My Wife and Kids, The Big Bang Theory, Soul Train Awards, entre outros.